# .ro
.ro è il dominio di primo livello nazionale assegnato alla Romania.